# 虎膽女兒紅
《虎膽女兒紅》是1990年上映之港產片，本片在電影分級制度下被列為香港三級片，由文雋監製及編劇，王龍威執導，恬妞、李美鳳主演。

## 劇情概要
劇情圍繞著呂家的故事，呂家全部男人被殺後所有女人報仇的故事。

## 人物角色
| 演員       | 角色   | 粵語配音 | 關係／備註 |
| 恬妞       | 蘭姨   | 盧素娟   | 呂龍之二房妻 呂傳孝、呂傳義、呂傳勇、四姐及呂菁之母 閻氏兄弟之天敵 片末殺害閻老二，為家族報仇                                                   |
| 石堅       | 呂龍   | 源家祥   | 龍爺 呂家最大的話事人 華叔之好友 蘭姨之夫 呂傳孝、呂傳義及呂傳勇之父 后在戲院內欣賞京戲時被閻氏兄弟派來的殺手在車上炸死                         |
| 陳欣健     | 呂傳孝 | 陳欣     | 大哥 呂家大哥 呂傳義及呂傳勇之兄 呂龍之長子 性格風流 經常偷情 后在家裏被閻老二指派的一名女人在偷情時被槍殺                                      |
| 陳惠敏     | 呂傳義 | 朱子聰   | 二哥 呂家二哥 呂傳孝之弟 呂傳勇之二兄 呂龍之二子 性格粗魯 后和呂龍一起在車上被閻氏兄弟派來的殺手炸死                                            |
| 盧惠光     | 呂傳勇 | 張炳強   | 二哥 呂家三哥 呂傳孝、呂傳義之弟 呂龍之三子 性格較斯文 后被閻氏兄弟派來的殺手槍殺                                                               |
| 黃鶯       | 四姐   | 沈小蘭   | 呂家的第一女兒 呂傳孝、呂傳義及呂傳勇之妹 呂菁之姐 呂龍之長女 性格較斯文 后被閻老璽按下的機關殺死                                               |
| 李美鳳     | 呂菁   | 何錦華   | 呂家的第二女兒 石子傲之妻，后反目 呂傳孝、呂傳義、呂傳勇及四姐之妹 呂龍之二女 性格斯文溫柔 片末先殺死閻老璽，后和蘭姨一起殺害閻老二，為家族報仇 |
| 惠英紅     | 二嫂   | 沈小蘭   | 呂傳義之妻，後被閻老二槍傷 |
| 西協美智子 | 智子   |          | 空手道四段 呂傳勇之妻 被閻老璽手下槍殺 |
| 陳景祥     | 閻老璽 | 陳欣     | 本片終極大反派 閻氏兄弟之老大 閻老二之兄 呂家之天敵 片末被假意談判的呂菁用針刺死                                                                |
| 陳德光     | 閻老二 | 賈鳳悟   | 本片反派 閻氏兄弟之老二 閻老璽之弟 呂家之天敵 片末被蘭姨和呂菁殺死                                                                              |
| 曹達華     | 華叔   |          | 呂龍之好友，后為其擋子彈而死 |
| 張蓀薇     | 大嫂   |          | 呂傳孝之妻 |
| 王萊       | 呂老太 |          | 呂龍之大房妻 |
| 倪震       | 石子傲 | 張炳強   | 本片反派 呂菁之夫，后反目 呂家叛徒，和閻氏兄弟合作 其父被呂龍陷害在泰國坐牢20年，後被拆穿真實身份 后被蘭姨槍殺                                  |

## 外部連結
- 互联网电影数据库（IMDb）上《虎膽女兒紅》的资料（英文）